# Fritz-Bauer-Gesamtschule
Die Fritz-Bauer-Gesamtschule (kurz FBGES) ist die einzige Gesamtschule der Stadt Sankt Augustin im Rhein-Sieg-Kreis.

## Geschichte
Ende der 2000er Jahre gab es in Sankt Augustin Diskussionen zur Einrichtung einer Gesamtschule. Im Juni 2009 beschloss der Stadtrat, die bestehende Real- und Hauptschule in Menden auslaufen zu lassen und in den Gebäuden eine neue Gesamtschule einzurichten. Dagegen formierte sich eine Bürgerinitiative, die sich für den Erhalt der beiden Schulen einsetzte und einen Bürgerentscheid initiierte. Obwohl im November 2009 eine knappe Mehrheit der Wähler gegen die neue Gesamtschule stimmte, scheiterte der Bürgerentscheid am notwendigen Quorum. Die geplante Einrichtung zum Schuljahr 2010/11 kam dennoch nicht zustande, da sich nur 110 statt der notwendigen 112 Sankt Augustiner Schüler angemeldet hatten. Daher wurden Haupt- und Realschule zunächst weitergeführt. Im September 2010 beschloss der Stadtrat einen neuen Anlauf zum Schuljahr 2011/12, der schließlich erfolgreich war. Am 8. September 2011 startete der Unterricht mit 120 Schülern und 8 Lehrern.
Sie trug zunächst den Namen Gesamtschule Menden. Nach einem schulinternen Prozess wurde sie im Sommer 2017 als erste Schule in Deutschland nach dem jüdischen Juristen und Staatsanwalt Fritz Bauer benannt. Zusätzlich zu den alten Räumlichkeiten von Haupt- und Realschule wurde 2018 ein neuer Fachraumtrakt eröffnet, der außerdem ein Selbstlernzentrum und Mehrzweckräume enthält.

## Schulprofil
Schüler können an der Fritz-Bauer-Gesamtschule drei unterschiedliche Abschlüsse machen: Hauptschulabschluss, Fachoberschulreife sowie das Abitur nach 13 Jahren (G9). Es gibt zwei Schwerpunktklassen, die Theater- und die MINT-Klasse. Neben Englisch, das verpflichtend belegt werden muss, können auch Spanisch, Latein und Französisch als weitere Fremdsprachen erlernt werden. Im Rahmen der sogenannten Profiloberstufe wählen die Schüler einen fächerübergreifenden Schwerpunkt aus den Bereichen Kunst und Ästhetik, Gesellschaft und Internationales, Mensch und Umwelt sowie Demokratie und Logik.
Die Gesamtschule pflegt Partnerschaften mit der Hayovel Junior High School in Sankt Augustins Partnerstadt Mewasseret Zion sowie der International School for Holocaust Studies von Yad Vashem. 2014 wurde die FBG als Schule ohne Rassismus – Schule mit Courage ausgezeichnet, seit 2015 darf sie sich zudem Schule der Zukunft nennen.